# Croquet az 1900. évi nyári olimpiai játékokon
Az 1900. évi nyári olimpiai játékokon a croquetben három versenyszámban osztottak érmeket, hét férfi és három női versenyző részvételével (az olimpiai játékok első női résztvevői).  A nevezési határidő 1900. május 31., a nevezési díj egyéniben 3, párosban 5 frank volt. A versenyt július 22-én kezdték meg, majd ezt követően vasárnaponként folytatták egészen augusztus 15-ig. Az olimpiáról szóló hivatalos jelentés szerint „a párizsi társaság makacssága, amellyel ragaszkodtak ahhoz, hogy a verseny több héten át tartson ellehetetlenítette a vidéki és külföldi versenyzők részvételét”. A helyszín a Párizs melletti Bois de Boulogne-ban volt.
A ma szokásos arany-, ezüst- és bronzérmekkel szemben a verseny díjai a következők voltak:
- Egylabdás egyéni: 1 emlékérem
- Kétlabdás egyéni: 1 emlékérem, 1 krokettkészlet és 2 krokettütő
- Egylabdás páros: 2 emlékérem, 4 krokettütő

## Éremtáblázat
(A rendező ország csapata eltérő háttérszínnel, az egyes számoszlopok legmagasabb értéke vagy értékei vastagítással kiemelve.)
| Az 1900. évi nyári olimpiai játékok éremtáblázata krokettben | Az 1900. évi nyári olimpiai játékok éremtáblázata krokettben | Az 1900. évi nyári olimpiai játékok éremtáblázata krokettben | Az 1900. évi nyári olimpiai játékok éremtáblázata krokettben | Az 1900. évi nyári olimpiai játékok éremtáblázata krokettben | Olimpia  |
| ------------------------------------------------------------ | ------------------------------------------------------------ | ------------------------------------------------------------ | ------------------------------------------------------------ | ------------------------------------------------------------ | -------- |
|                                                              | Ország                                                       | Arany                                                        | Ezüst                                                        | Bronz                                                        | Összesen |
| 1.                                                           | Franciaország (FRA)                                          | 3                                                            | 2                                                            | 2                                                            | 7        |
|                                                              |                                                              |                                                              |                                                              |                                                              |          |
| Összesen                                                     | Összesen                                                     | 3                                                            | 2                                                            | 2                                                            | 7        |

## Érmesek
| Az 1900. évi nyári olimpiai játékok érmesei krokettben |                                                       |                                        |                                          |
| Versenyszám                                            | Arany                                                 | Ezüst                                  | Bronz                                    |
| Egyes, egylabdás                                       | Gaston Aumoitte · Franciaország (FRA)                 | Georges Johin · Franciaország (FRA)    | Chrétien Waydelich · Franciaország (FRA) |
| Egyes, kétlabdás                                       | Chrétien Waydelich · Franciaország (FRA)              | Maurice Vignerot · Franciaország (FRA) | Jacques Sautereau · Franciaország (FRA)  |
| Páros                                                  | Franciaország (FRA) · Gaston Aumoitte · Georges Johin | Nem adták ki                           | Nem adták ki                             |